# Private Media Group
Private Media Group – firma zajmująca się produkcją i dystrybucją filmów i czasopism o tematyce pornograficznej oraz akcesoriów seksualnych i usług randek internetowych. 
„Private” był pierwotnie czasopismem, powstałym w 1965 w Sztokholmie w Szwecji i wydawanym przez Berthona Miltona Seniora. Magazyn ten był pierwszym na świecie kolorowym czasopismem pornograficznym. W 1990 firmę przejął jego syn Berth Milton Junior i firma przeniosła się do Barcelony w Hiszpanii. Później spółka rozpoczęła również produkcję filmów i treści internetowych.
W 1999 firma stała się pierwszą firmą z branży dla dorosłych dopuszczoną do obrotu na rynku NASDAQ. W 2011 została z rynku usunięta ze względu na problemy finansowe.
Firma była wielokrotnie nominowana i nagradzana na AVN Awards.

## Linie produktów
W 1980 firma została założona jako Glacier Investment Company i w 1997 zmieniła nazwę na Private Media Group, Inc., publikując czasopisma, w tym „Private”, „Pirate”, „Triple X” i „Private Sex”. Firma dostarczała treści za pośrednictwem DVD, wideo na życzenie (VOD), Internet Protocol Television (IPTV), PSP, urządzeń mobilnych i czasopism. Dostarcza filmy rozrywkowe dla dorosłych do tysięcy dużych hoteli na całym świecie za pośrednictwem usług Hotel Pay Per View. Firma prowadzi również kanały dla dorosłych Private TV (Europa) i Private Gold (Ameryka Łacińska).
W 1998 firma uruchomiła Private Circle, markę odzieży na festiwalu filmowym w Cannes. Etykieta została później zmieniona na Private Clothing, a butik został otwarty w Los Angeles. 
W sierpniu 2008 Private Media Group ogłosiła, że zawarł sojusz z firmą Marca Dorcela w celu współpracy na rynku wideo. Współpraca rozpoczęła się od trzyletniej umowy dystrybucji DVD dla Francji i innych państw. Private i Dorcel połączyły siły na platformach dystrybucyjnych, w tym w Internecie i IPTV / VOD, zarówno we Francji, jak i w całej Unii Europejskiej. 
W 2009 firma została przejęta przez Gamelink LLC i Sureflix oraz eLine LLC, firmę zajmującą się technologią handlu elektronicznego, ustanowiły ją jako wiodącą firmę zajmującą się treściami i dystrybucją treści dla dorosłych w sektorze mediów cyfrowych.
W czerwcu 2014 firma ogłosiła wydanie pełnego archiwum zdjęć i scen (filmowych i wideo) z lat 60. XX wieku, kiedy to prywatny magazyn uruchomiono w Szwecji. Materiał udostępniono za pośrednictwem strony internetowej PrivateClassics.com. 

## Filmy
Produkcje ekranowe Private Media Group stały się znane z wysokobudżetowych filmów dla dorosłych, takich jak dwuczęściowy Millionaire (2004) w reżyserii Alessandro del Mar, którego budżet wynosi 1,9 miliona dolarów. W ciągu ostatnich kilku dziesięcioleci Private zdobył ponad 130 nagród branżowych. Sam film Millionaire zdobył w 2004 16 nominacji do nagrody Venus. Do najlepiej sprzedających się wydawnictw należą serie Private - Gladiator, Cleopatra, Millionaire i Chateau. Dla Private reżyserowali m.in.: Christoph Clark, Pablo Ferrari, David Perry, Toni Ribas, Conrad Son, Nacho Vidal i Pierre Woodman. Wiele gwiazd porno debiutowało lub zyskało sławę dzięki filmom stworzonym w Private, w tym Nikki Anderson, Monique Covét, Angel Dark, Sophie Evans, Claudia Ferrari, Rebeca Linares, Anastasia Mayo, Sandra Russo (Stefania Guerritore), Tania Russof, Silvia Saint, Monica Sweetheart, Dora Venter, Tarra White, Michelle Wild, Alexis Crystal, Stella Cox i Amarna Miller. Większość wykonawców zarabiało od 1500 do 2500 ero za scenę, podczas gdy supergwiazdy zarabiały do 20 tys. euro za scenę.

## Nagrody
| Rok  | Nagroda          | Kategoria                              | Film                                                                               | Wykonawcy                                   |
| ---- | ---------------- | -------------------------------------- | ---------------------------------------------------------------------------------- | ------------------------------------------- |
| 1994 | AVN Award        | Najlepszy zagraniczny film fabularny   | Private Video Magazine 1 (1991)                                                    | -                                           |
| 1995 | AVN Award        | Najlepsza seria wideo                  | Private Video Magazine                                                             | -                                           |
| 1995 | AVN Award        | Najlepszy zagraniczny film fabularny   | Virgin Treasures 1 & 2 (1994)                                                      | -                                           |
| 1996 | AVN Award        | Najlepszy zagraniczny film fabularny   | The Tower, Parts 1, 2 & 3 (1995)                                                   | -                                           |
| 1996 | AVN Award        | Najbardziej oburzająca scena seksu     | Private Video Magazine 20 (1995)                                                   | David Perry, Channone i Jean-Yves Le Castel |
| 1996 | AVN Award        | Najlepszy zagraniczny film fabularny   | Private Video Magazine 20 (1995)                                                   | -                                           |
| 1997 | Hot d’Or         | Platynowy film                         | Private Gold 22: The Fugitive 1 (1997)                                             | -                                           |
| 1997 | AVN Award        | Najlepszy zagraniczny film fabularny   | The Pyramid 1, 2 & 3 (1996)                                                        | -                                           |
| 1998 | AVN Award        | Najlepszy zagraniczny film fabularny   | The Fugitive 1 & 2 (1997)                                                          | -                                           |
| 1999 | AVN Award        | Najlepszy zagraniczny film fabularny   | Tatiana 1, 2 & 3 (1998)                                                            | -                                           |
| 2000 | AVN Award        | Najlepszy zagraniczny film fabularny   | Amanda’s Diary 2 (1999)                                                            | -                                           |
| 2001 | AVN Award        | Najlepszy zagraniczna seria fabularny  | Private XXX                                                                        | -                                           |
| 2003 | AVN Award        | Najlepszy zagraniczny film fabularny   | The Private Gladiator (2002)                                                       | -                                           |
| 2003 | AVN Award        | Najlepsze menu DVD                     | Private Gladiator: Collector’s Limited Edition                                     | -                                           |
| 2003 | AVN Award        | Najlepsze opakowanie DVD               | Private Gladiator: Collector’s Limited Edition                                     | -                                           |
| 2003 | Venus Award      | Najlepszy film hiszpański              | Pirate Fetish Machine 12 - The Fetish Garden (2003)                                |                                             |
| 2003 | Venus Award      | Nagroda specjalna Jury www.private.com | -                                                                                  |                                             |
| 2003 | Venus Award      | Najlepszy film europejski              | Private Gold 61: Cleopatra 1 (2003)                                                |                                             |
| 2004 | AVN Award        | Najlepszy zagraniczny film fabularny   | The Scottish Loveknot (2003)                                                       | -                                           |
| 2006 | AVN Award        | Najlepszy zagraniczny film fabularny   | Robinson Crusoe na wyspie grzechu (Robinson Crusoe on Sin Island, 2005)            | -                                           |
| 2007 | AVN Award        | Najlepszy zagraniczny film fabularny   | Porn Wars: Episode 1 (2006)                                                        | -                                           |
| 2007 | Eroticline Award | Najlepszy film europejski              | Seksualne przygody Czerwonego Kapturka (The Sexual Adventures of Little Red, 2006) | -                                           |
| 2009 | AVN Award        | Najlepsza realizacja BDSM              | House of Sex and Domination (2008)                                                 | -                                           |
| 2009 | AVN Award        | Najlepszy zagraniczny film fabularny   | Jason Colt: Mystery of the Sexy Diamonds (2008)                                    | -                                           |
| 2017 | Venus Berlin     | Najlepsza międzynarodowa marka         | -                                                                                  | -                                           |